# 寺町寺院群

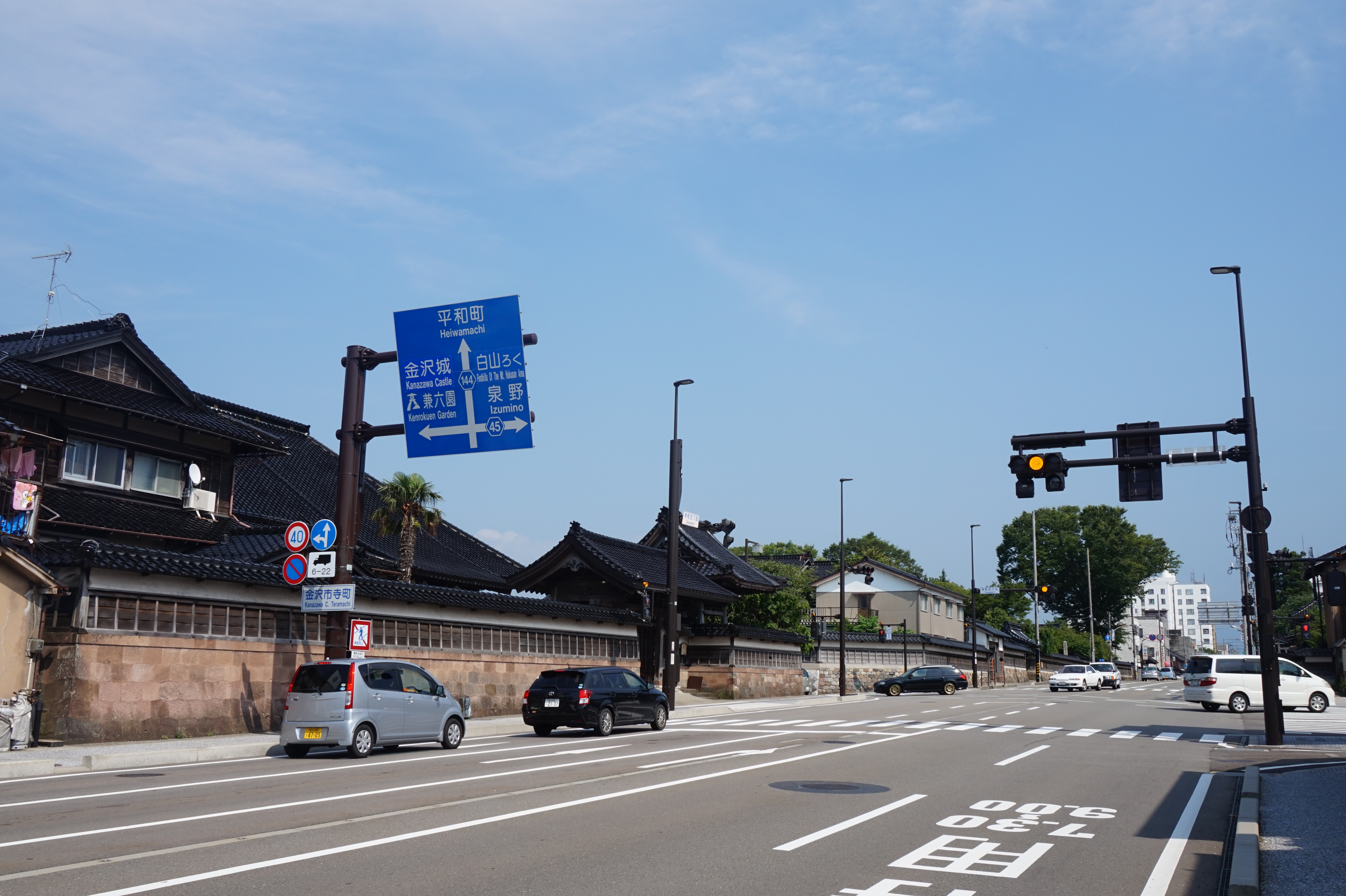
妙典寺前の旧野田道（寺町）

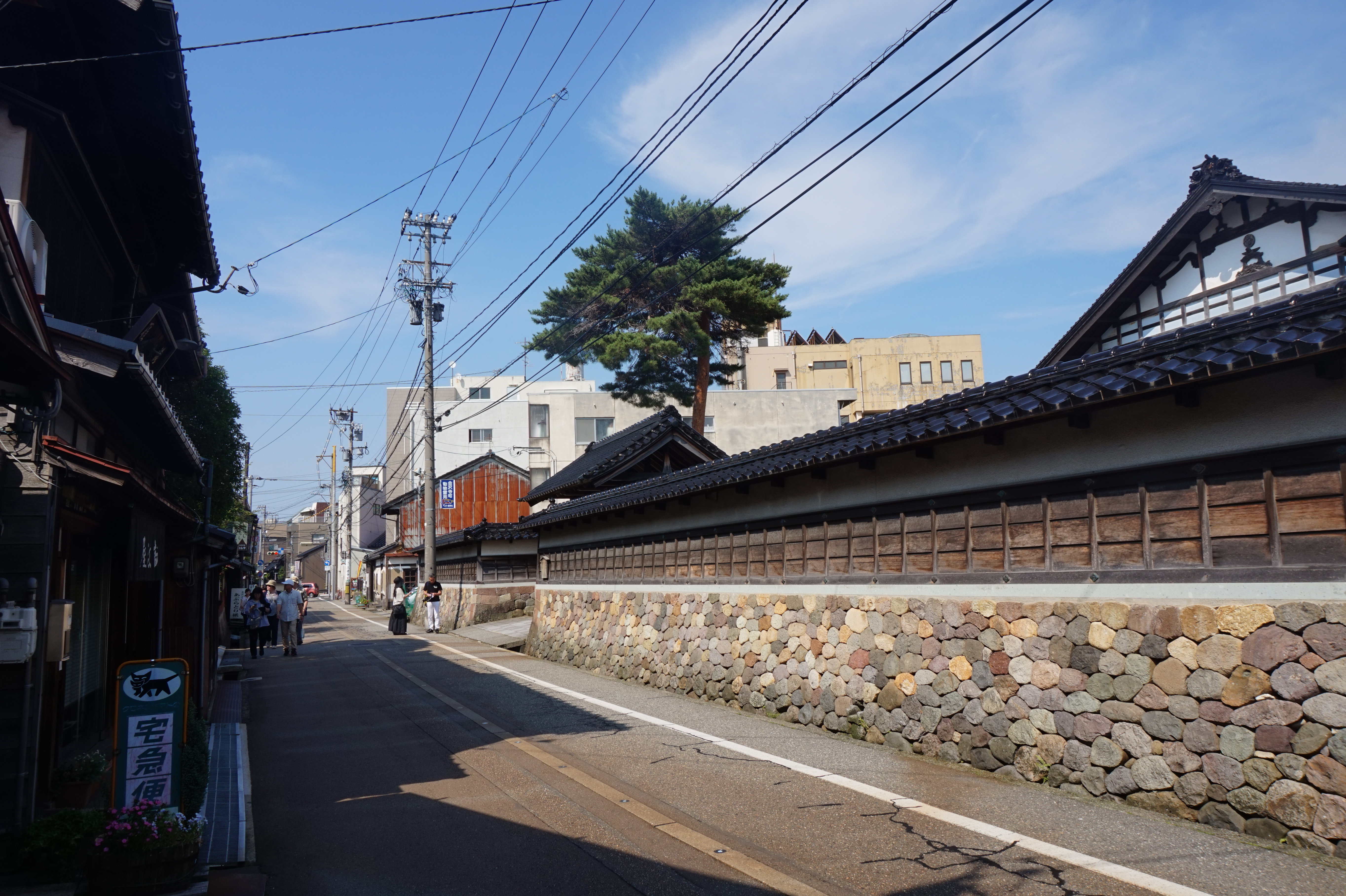
了証寺前の旧鶴来道（野町）

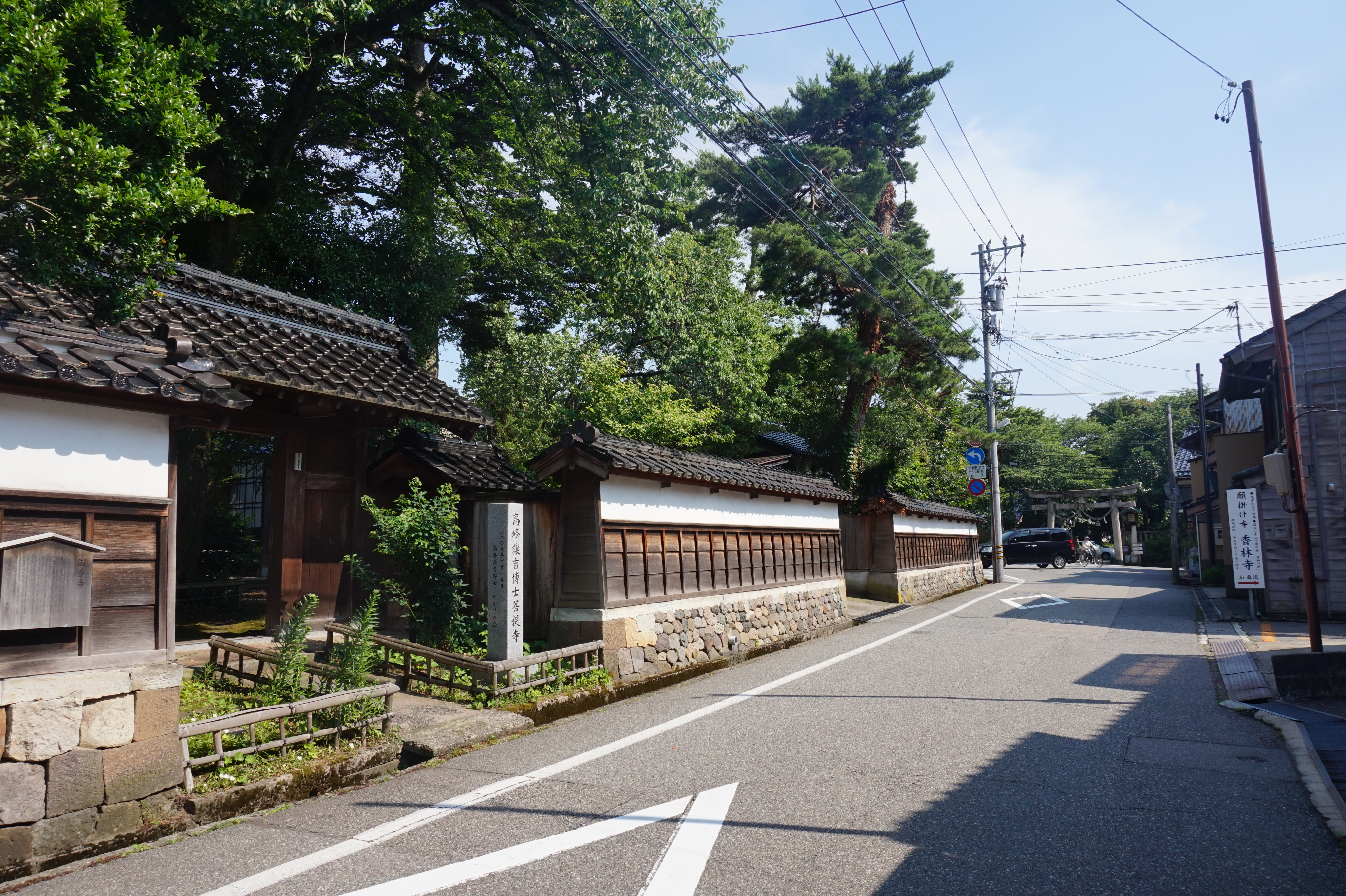
国泰寺前の旧鶴来道（寺町）

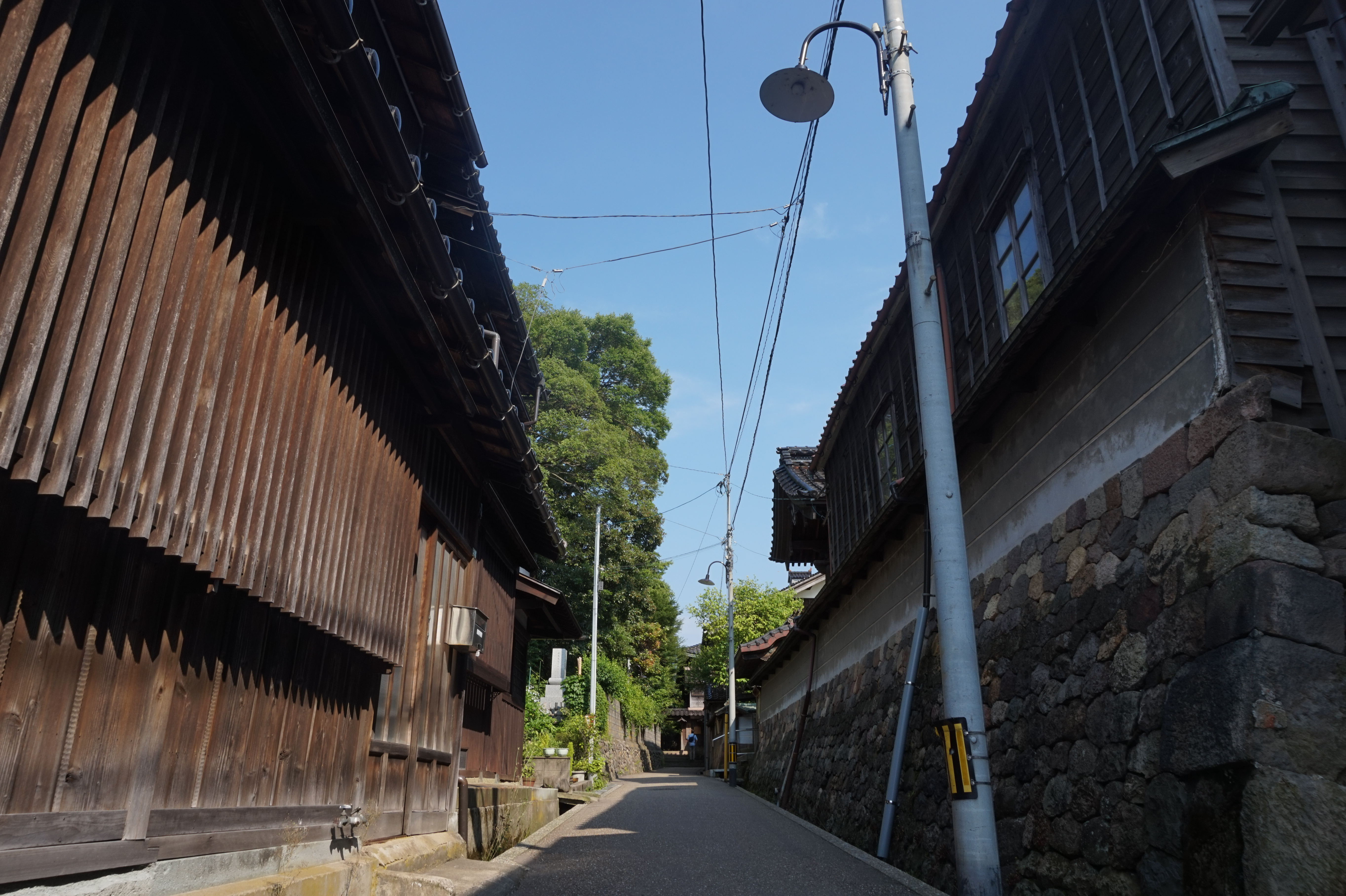
願念寺裏の路地（野町）

寺町寺院群（てらまちじいんぐん）は、石川県金沢市寺町・野町にある寺院の総称である。藩政期に一向一揆に対する防衛策として、犀川流域にあたるこの地に寺院が集められた。同様にして、金沢城の東側の卯辰山には卯辰山山麓寺院群、南東の小立野台地には小立野寺院群が形成された。忍者寺として知られる妙立寺を始め、70近くの寺院が立ち並び、市内の三つの寺院群の中で最大規模である。
2012年（平成24年）12月28日に寺町・野町・弥生の各一部、22.0ヘクタールが金沢市寺町台伝統的建造物群保存地区（かなざわしてらまちだいでんとうてきけんぞうぶつぐんほぞんちく）の名称で、国の重要伝統的建造物群保存地区として選定されている。また「寺町寺院群の鐘」は日本の音風景100選に選定されている。

## 主な寺院
- 千日山雨宝院 – （高野山真言宗）[1]

千日町1。本尊は金毘羅大権現。作家室生犀星が幼少の頃すごした寺であり、彼の小説「性に目覚める頃」にも登場する。
- 華嶽山開禅寺 – （曹洞宗）
- 木一山願念寺 – （真宗大谷派）

松尾芭蕉の弟子、小杉一笑の菩提寺として知られ、一笑塚が残る。
- 希翁院 – （曹洞宗）
- 玉泉寺 – （時宗）

前田利長の正室玉泉院の菩提寺。
- 玉龍寺 – （曹洞宗）
- 桂岩寺 – （曹洞宗）

五百羅漢像を所蔵する。
- 月照寺 – （曹洞宗）

前田利家の長女春桂院の菩提寺。
- 挙証寺 – （法華宗本門流）
- 堅正寺 – （真宗大谷派）
- 妙栄山高岸寺 – （日蓮宗）
- 普潤山光専寺 – （真宗大谷派）
- 金昌山興徳寺 – （日蓮宗）
- 香林寺 – （曹洞宗）

木村雨山の友禅作品と願掛け寺として知られる。
- 極楽寺 – （浄土宗）

金沢4大仏の1つと言われる阿弥陀如来像を所蔵。
- 金剛寺 – （曹洞宗）
- 国泰寺 – （臨済宗）

科学者高峰譲吉の菩提寺。
- 三光寺 – （浄土宗）

大久保利通を暗殺した藩士の活動拠点であった。
- 実成寺 – （法華宗陣門流）
- 浄安寺 – （浄土宗）

金沢4大仏の1つと言われる寄木造りの阿弥陀如来坐像を安置。
- 成学寺 – （浄土宗）
- 松月寺 – （曹洞宗）

小松城から移植された桜が「松月寺のサクラ」として国の天然記念物に指定されている。
- 常松寺 – （曹洞宗）
- 常徳寺 – （真宗大谷派）
- 昌柳寺 – （本門仏立宗）

高山右近と隠れキリシタンゆかりの寺として知られる。
- 少林寺 – （臨済宗）

初代宮崎寒雉作の鐘がある。
- 真長寺 – （高野山真言宗）

稲荷大明神を祭っている寺院。
- 恵光山西方寺 – （天台真盛宗）

前田利家の六女である菊姫の菩提寺として知られ,藩政時代より金沢城下町に伝わるすべての霊場に指定されている。
- 全昌寺 – （曹洞宗）
- 千手院 – （高野山真言宗）

前田利家を始めとする、加賀藩の歴代藩主の祈願所だった。参道には多くの地蔵が立ち並ぶ。
- 善隆寺 – （日蓮宗）
- 大円寺 – （浄土宗）

無縁仏の人骨で作られた地蔵尊がある。
- 宝池山大蓮寺 – （浄土宗）

前田利家の四女であり、のちに宇喜多秀家の正室となった豪姫の菩提寺として知られる。
- 鶴雲山長久寺 – （曹洞宗）

樹齢400年を越える木々が生い茂る。
- 行基山伏見寺 – （高野山真言宗）

芋堀藤五郎の伝説で知られる。国の重要文化財に指定されている銅造阿弥陀如来坐像（平安時代前期）を所蔵 。
- 本照山法光寺 – （日蓮宗）
- 宝勝寺 – （臨済宗）
- 本因寺 – （法華宗本門流）
- 本覚寺 – （顕本法華宗）
- 本性寺 – （法華宗真門流）

宮大工山上善右衛門の墓がある。
- 済生山本是寺 – （日蓮宗）
- 本長寺 – （顕本法華宗）
- 本妙寺 – （法華宗真門流）
- 妙慶寺 – （浄土宗）
- 正栄山妙典寺 – （日蓮宗）
- 永隆山妙福寺 – （法華宗陣門流）[3]

加賀野菜のたけのこの祖、岡本右太夫の菩提寺。
- 大蓮山妙法寺 – （日蓮宗）

境内のドウダンツツジが金沢市の天然記念物に指定されている。
- 正久山妙立寺 – （日蓮宗）

様々な仕掛けやカラクリがあることから、忍者寺として有名である。加賀藩の祈願所として建立された。
- 妙布山立像寺 – （日蓮宗）

金沢市内最古の寺。「飴買い幽霊の伝説」で知られる。
- 龍雲寺 – （曹洞宗）
- 龍徳寺 – （曹洞宗）
- 龍渕寺 – （曹洞宗）
- 一渓山林幽寺 – （真宗大谷派）

## その他
- 八坂神社（八阪神社）

前田利家により城下町の守護祈願のため建立された。素戔嗚尊を祀っている。
- 泉野菅原神社

織田信長を祀った神社である。
- 諏訪神社

前田利常が建立した。
- W坂

犀川から寺町に通じる石伐坂（いしきりざか）。作家井上靖が学生時代に通学路に使ったことでも知られ、彼の作品「北の海」にも登場する。

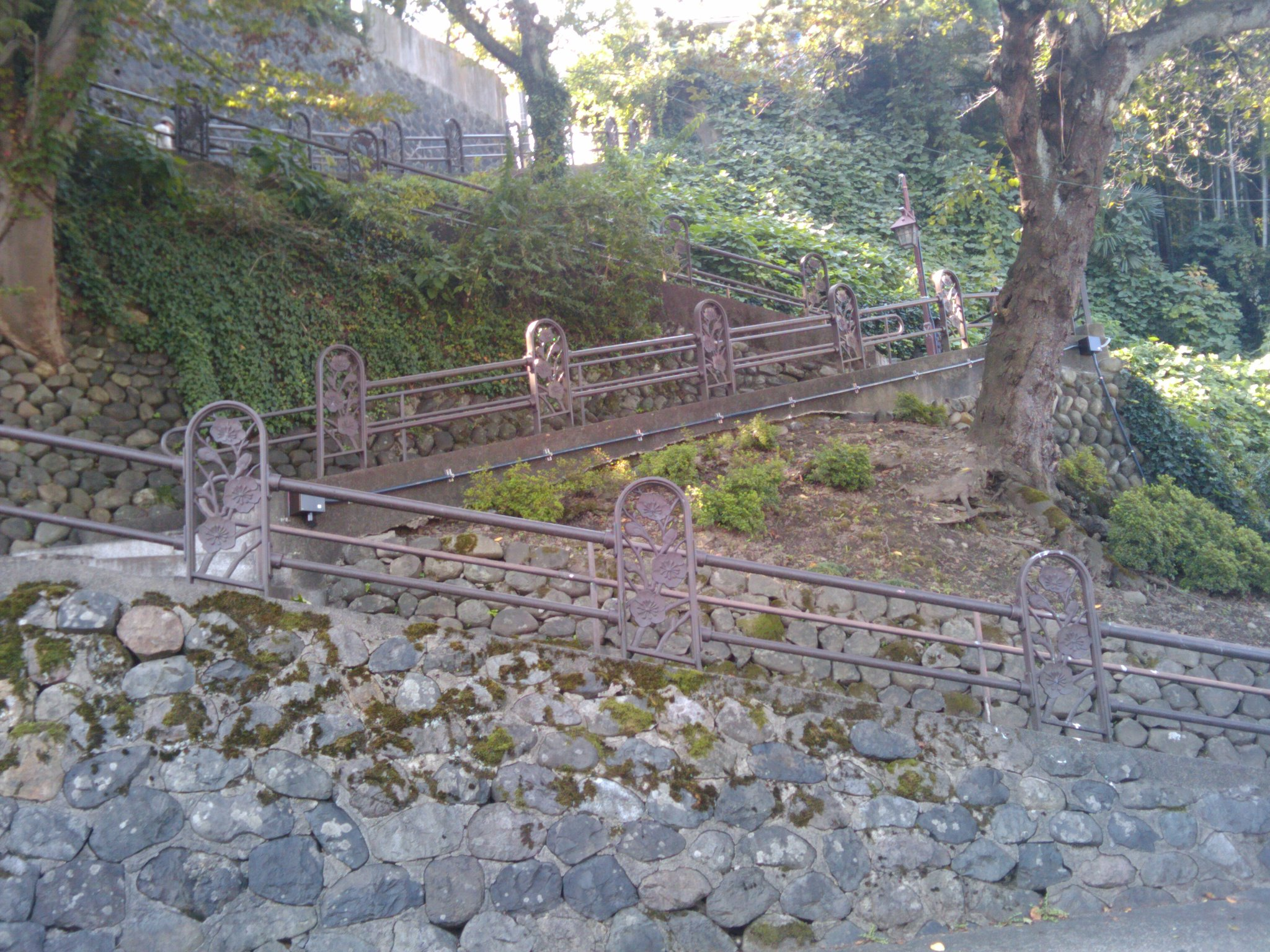
桜橋南詰から寺町台地に上るW坂
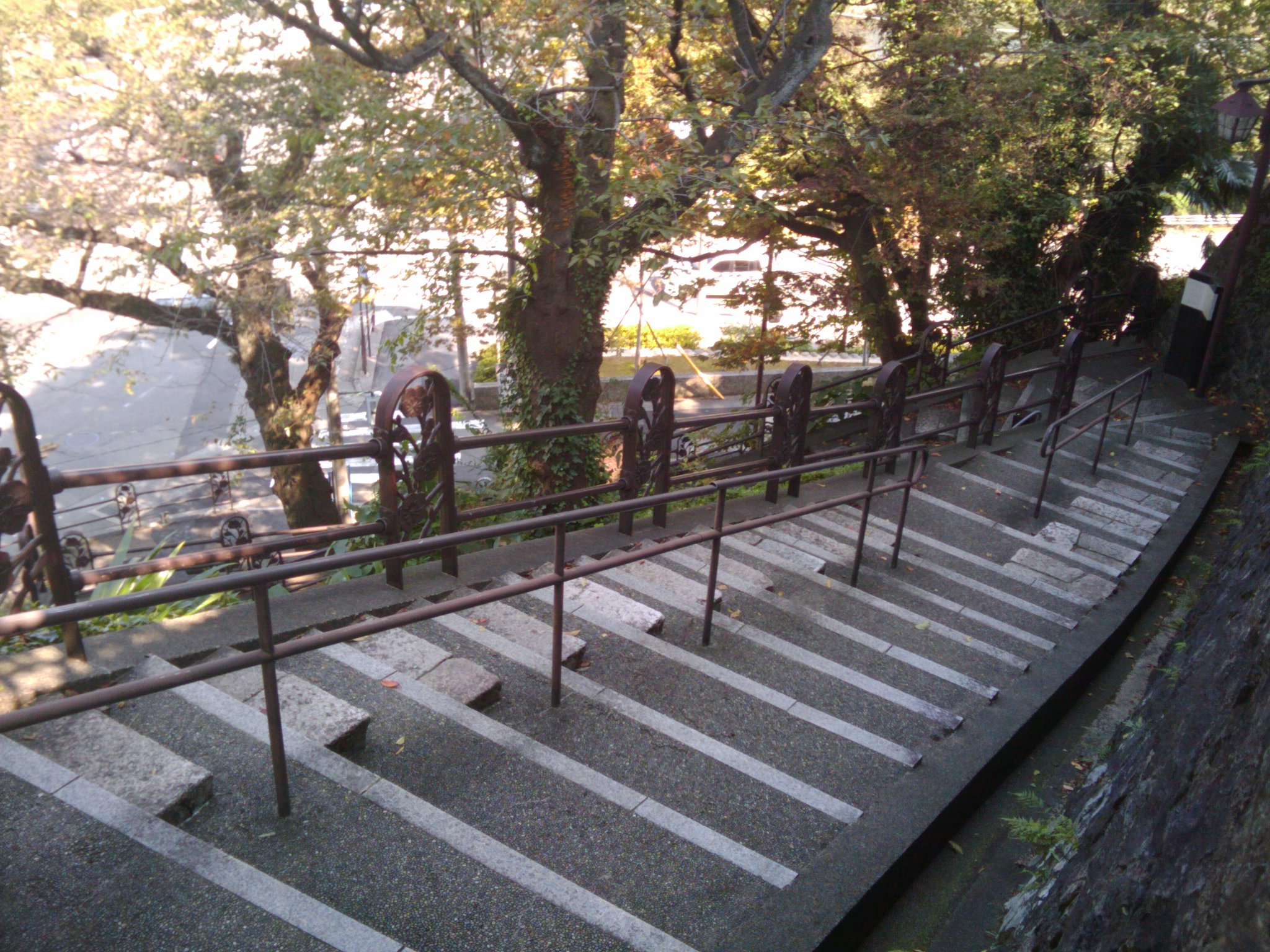
W坂の上から

## 交通アクセス
- 金沢駅下車 - 北陸鉄道バス 広小路バス停下車 - 徒歩2分
- 片町から徒歩10分程度